# Seamus McGarvey
Seamus McGarvey, född 29 juni 1967 i Armagh på Nordirland, är en brittisk (nordirländsk) filmfotograf, som för närvarande (juni 2024) är bosatt i Toscana i Italien. Han har bland annat mottagit två stycken Oscarsnomineringar, detta för sitt arbete i Joe Wrights filmer Försoning (2007), och Anna Karenina (2012).
Seamus McGarvey skulle från början ha varit filmfotograf på superhjältefilmen Spider-Man: No Way Home, men fick dra sig ur, i och med att han blev smittad av covid-19. Han blev därmed ersatt av den andra filmfotografen Mauro Fiore, som anslöt sig till projektet, strax efter McGarveys utgång.

## Filmografi (i urval)

### Filmer
- 1995 – Fjärilskyssar
- 1997 – Vintergästen
- 1999 – The Big Tease
- 1999 – The War Zone
- 1999 – A Map of the World
- 2000 – High Fidelity
- 2001 – Wit (TV-film)
- 2001 – Enigma
- 2002 – Timmarna
- 2003 – The Actors
- 2004 – …och så kom Polly
- 2005 – Sahara
- 2006 – Min vän Charlotte
- 2006 – World Trade Center
- 2007 – Försoning
- 2009 – Nowhere Boy
- 2009 – Solisten
- 2011 – Vi måste prata om Kevin
- 2012 – Anna Karenina
- 2012 – The Avengers
- 2014 – Godzilla
- 2015 – Fifty Shades of Grey
- 2015 – Pan
- 2016 – Nocturnal Animals
- 2016 – The Accountant
- 2017 – Life
- 2017 – The Greatest Showman
- 2018 – Greta
- 2018 – Bad Times at the El Royale
- 2021 – Cyrano

### TV-serier
- 2008 – Damernas detektivbyrå (TV-serie)
- 2016 – Black Mirror (TV-serie)
- 2021 – The Nevers (TV-serie)